# Avenue de la Sablière

L'avenue de la Sablière est une rue bruxelloise de la commune d'Auderghem qui relie le rond-point du Souverain sur une longueur de 150 mètres.

## Historique et description
En 1881, la nouvelle voie ferrée Bruxelles-Tervuren initia une importante évolution. 
En 1882, un nouveau quartier y apparut. Construit par la Compagnie Immobilière de Belgique sur l' Auderghemveld, propriété de l'ancien bourgmestre Henri de Brouckère, il s'agissait des travaux de voirie les plus importants dans la commune, autonome depuis 1863.
La CIB fut chargée d’aménager ce sentier qui menait d’un atelier proche de la sablonnière vers le pont ferroviaire de l’actuelle avenue du Parc de Woluwe. Le 14 mai 1882, on baptisa la voie rue de la Sablonnière.
Le 1er janvier 1917, pour éviter des doublons, la qualité de la rue devenait avenue.

### La chapelle et le collège
Peu avant la Première Guerre mondiale, le curé Wittenberg obtient de Charles Waucquez, riche négociant en textile et propriétaire de l’ancien château d’Henri de Brouckère, les fonds et les terrains pour de construire dans cette rue une école catholique pour garçons. 
En 1912, en même temps que le complexe scolaire communal, la nouvelle école et la chapelle néo-gothique y attenante d'après les plans de l’architecte Veraart, furent consacrées par le cardinal Mercier. La direction fut confiée aux frères Maristes et l’école reçut le nom d’institut du Sacré-Cœur parce que le donateur affichait une dévotion au Sacré-Cœur de Jésus. En 1961, l’appellation changea en collège Champagnat car on voulait assimiler davantage l’école avec la congrégation des frères Maristes. En 1974, il prit finalement le nom de Lutgardis college en fusionnant avec d’autres écoles libres.

## Notes et références

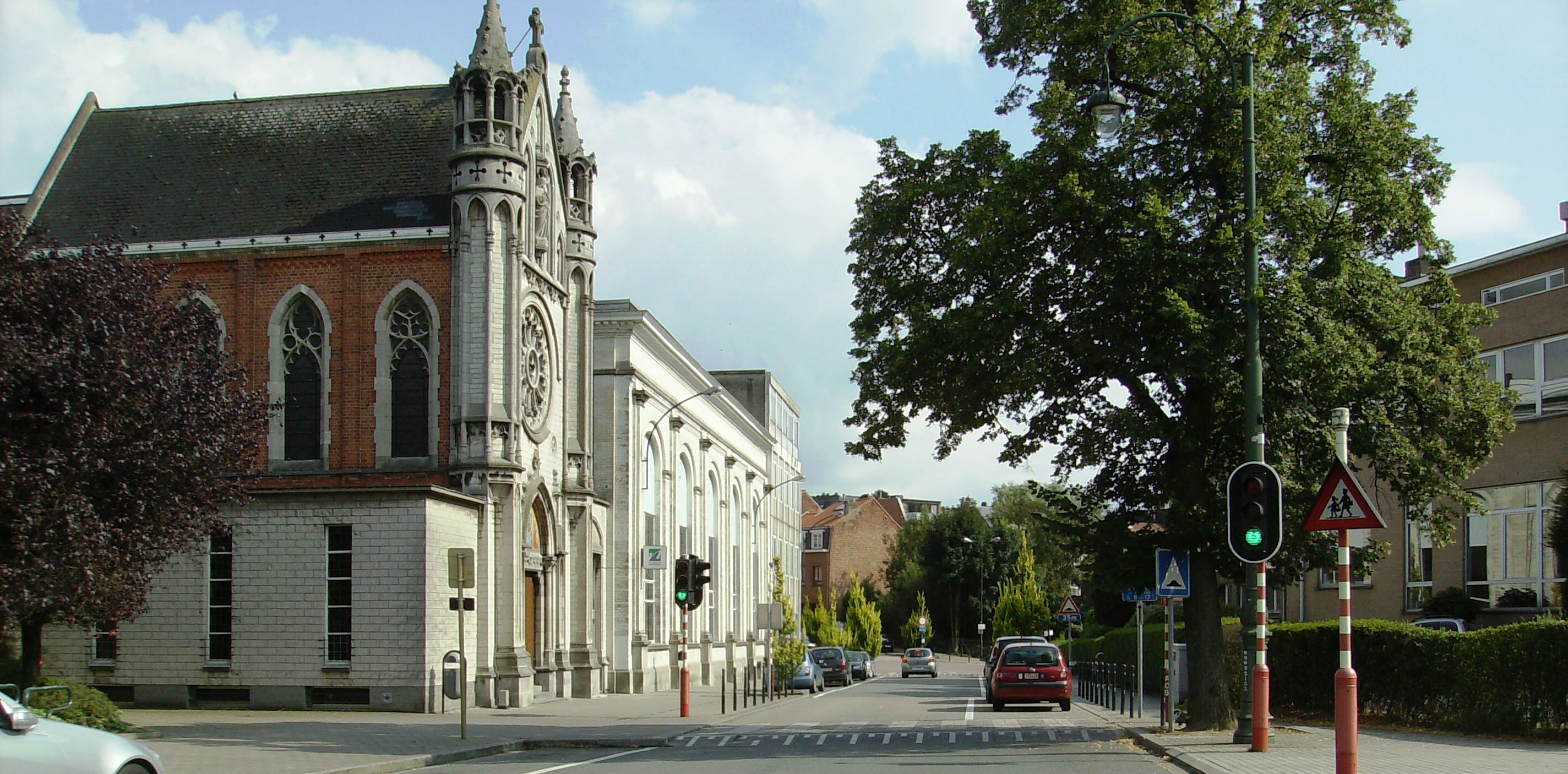
L'avenue de la Sablière vue du Souverain avec sur la gauche la chapelle Champagnat.